# Cornerstone
«Cornerstone» es el segundo sencillo del tercer álbum de Arctic Monkeys, Humbug. El sencillo fue publicado el 16 de noviembre de 2009. Como el anterior sencillo Crying Lightning, el vinilo está disponible en tiendas Oxfam. Alex Turner contó a la revista Uncut que escribió esta canción, "una mañana, bastante deprisa." Además dijo: "Hay que decir algo sobre escribir por la mañana. En otros momentos del día estás con la guardia más alta. Vi como un reto escribir algo en clave mayor, pero sin ser cursi."

## Videoclip
El videoclip se emitió por primera vez en Channel 4 en Reino Unido el 15 de octubre de 2009.
El videoclip lo dirigió Richard Ayoade, que ya trabajo en los videoclips de "Fluorescent Adolescent", "Crying Lightning" y en su DVD  "At the Apollo". En el aparece el líder Alex Turner cantando la canción él solo en una habitación blanca durante todo el video. El resto de la banda (Jamie Cook, Matt Helders y Nick O'Malley) no aparecen en él.

## Listas
Siendo publicado como EP en las tiendas Oxfam, el sencillo alcanzó el puesto 94 de las listas de Reino Unido, 99 en las australianas y 7 en las listas indie británicas. Además debutó en el puesto n.º 7 de la lista Soundscan de sencillo por ventas en Canadá.

## Lista de canciones
- Todas las letras escritas por Alex Turner y música por Arctic Monkeys.

| 10", descarga digital MP3 |                            |          |  |
| N.º                       | Título                     | Duración |  |
| 1.                        | «Cornerstone»              | 3:20     |  |
| 2.                        | «Catapult»                 | 3:28     |  |
| 3.                        | «Sketchead»                | 2:02     |  |
| 4.                        | «Fright Lined Dining Room» | 3:26     |  |

| 7"  |               |          |  |
| N.º | Título        | Duración |  |
| 1.  | «Cornerstone» | 3:20     |  |
| 2.  | «Catapult»    | 3:28     |  |